# Бернер, Анне
Анне-Кэтрин Бернер (фин. Anne-Catherine Berner; род. 16 января 1964, Хельсинки, Финляндия) — финская предпринимательница и женщина-политик, член совета директоров Skandinaviska Enskilda Banken (SEB) (с июня 2019). Представляла партию «Финляндский центр». Командор ордена Льва Финляндии.

## Биография
Родилась 16 января 1964 года в Хельсинки. В 1986 году получила степень магистра экономики в Школе экономики Hanken. С 1986 года работала в семейной компании Vallila Interior.
На парламентских выборах 19 апреля 2015 года избрана депутатом эдускунты (парламента) от избирательного округа Уусимаа. Была депутатом до парламентских выборов 14 апреля 2019 года.
29 мая 2015 года получила портфель министра транспорта и связи Финляндии в правительстве Сипиля. 29 мая 2019 года была освобождена от должности в связи с переходом на работу в совет директоров шведского банка Skandinaviska Enskilda Banken (SEB).